# Günter Stock

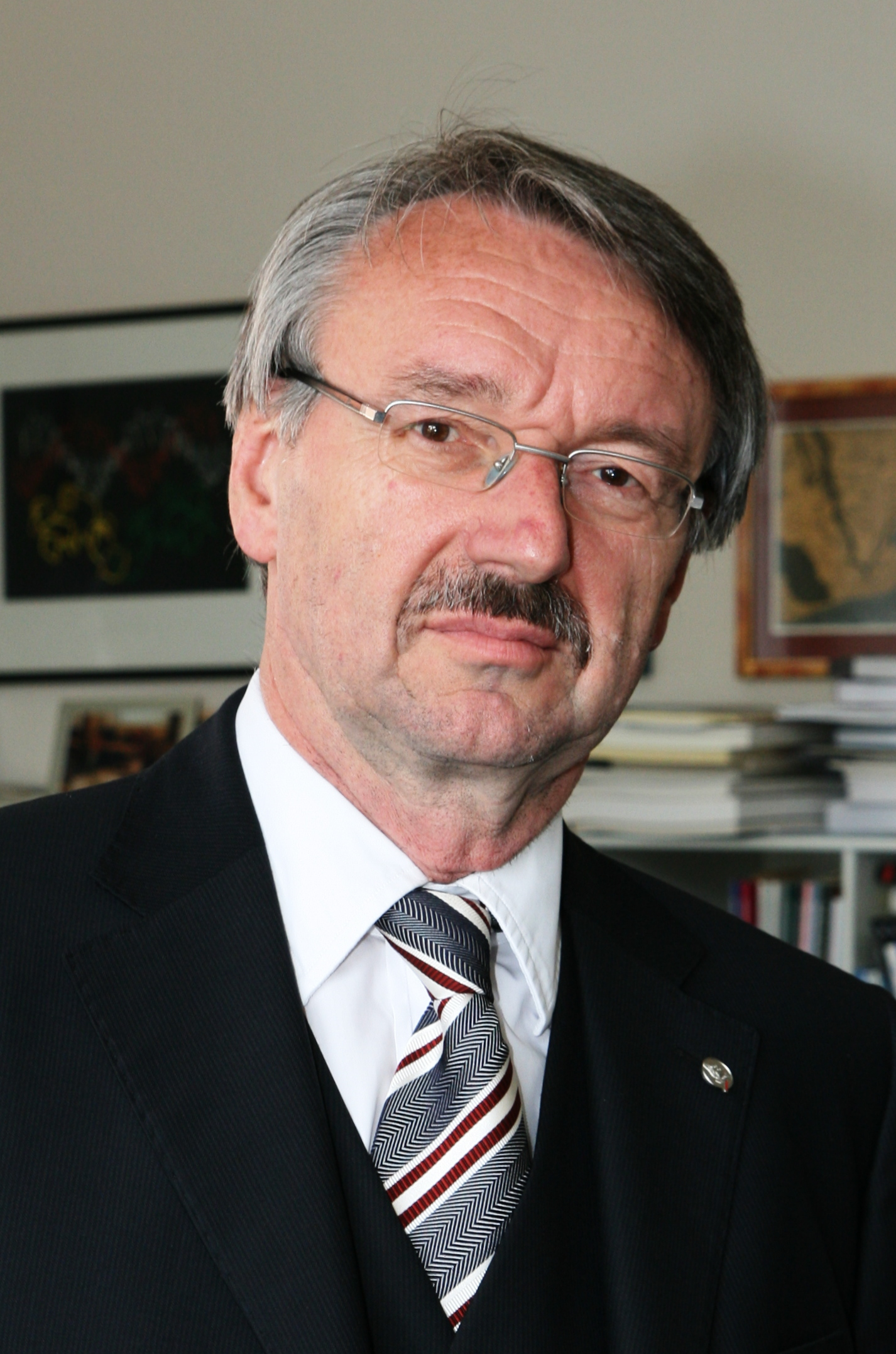
Günter Stock, vor 2009

Günter Stock (* 7. Februar 1944 in Šidski Banovci, heute zur Gemeinde Nijemci, Kroatien, gehörend) ist ein deutscher Physiologe. Er war von 2006 bis 2015 Präsident der Berlin-Brandenburgischen Akademie der Wissenschaften, von 2008 bis 2015 Präsident der Union der deutschen Akademien der Wissenschaften. Von 2015 bis 2021 war er Vorstandsvorsitzender der Einstein Stiftung Berlin.

## Leben
Günter Stock studierte von 1965 bis 1970 Medizin an der Ruprecht-Karls-Universität Heidelberg. 1970 schloss er sein Studium mit dem Staatsexamen und der Promotion ab. Er war anschließend wissenschaftlicher Mitarbeiter am I. Physiologischen Institut der Universität Heidelberg und habilitierte sich dort, nach einem Forschungsaufenthalt an der Universität Göteborg, 1978 für das Fach Physiologie. 1980 erhielt er einen Ruf auf die Professur für Vegetative Physiologie an der Universität Heidelberg.
1983 trat er als Leiter des Hauptdepartments Herz-Kreislauf-Pharmakologie in die Schering AG ein und übernahm 1987 die Leitung des dortigen Instituts für Pharmakologie. Die Freie Universität Berlin ernannte ihn 1986 zum außerplanmäßigen Professor. Er war von 1989 bis 2005 Mitglied des Vorstandes der Schering AG, wo er für die Unternehmensfunktion Forschung und Entwicklung zuständig war.
Von 2006 bis Oktober 2015 war Günter Stock Präsident der Berlin-Brandenburgischen Akademie der Wissenschaften, deren Mitglied er seit 1995 ist. Zu den strategischen Zielen der Amtszeit von Günter Stock gehörten: der weitere Ausbau der Forschung zu Zukunftsfragen durch interdisziplinäre Arbeitsgruppen, u. a. zu den Themenschwerpunkten „Exzellenzinitiative“, „Gentechnologiebericht“ oder „Zukunft mit Kindern – Fertilität und gesellschaftliche Entwicklung“; die verstärkte Erforschung und Erschließung des kulturhistorischen Erbes auf hohem wissenschaftlichen und methodischen Niveau und unter Nutzung modernster Instrumente sowie unter zukunftsorientierten Fragestellungen; die Erweiterung des Dialogs zwischen Wissenschaft und Gesellschaft u. a. durch die Initiative „Akademie und Schule“ sowie durch „Jahresthemen“, mit denen die Akademie eigene Forschungsaktivitäten konzentriert und Aktivitäten anderer Institutionen unter einem gemeinsamen thematischen Dach bündelt.
Günter Stock war von 2008 bis 2015 Präsident der Union der deutschen Akademien der Wissenschaften. Zwischen 2012 und 2018 war Günter Stock Präsident der All European Academies (ALLEA). Von Oktober 2015 bis Sommer 2021 hatte er den Vorstandsvorsitz der Einstein-Stiftung Berlin inne.

## Mitgliedschaften
Günter Stock war von 1992 bis 2007 Mitglied des Wissenschaftsrates und war bis 2011 Vizepräsident und Mitglied des Verwaltungsrates der Max-Planck-Gesellschaft. 1995 wurde er Ordentliches Mitglied der Berlin-Brandenburgischen Akademie der Wissenschaften. Von 1999 bis 2015 war er Senator der Deutschen Akademie der Naturforscher Leopoldina, von 2001 bis 2007 und von 2008 bis 2015 war er Senator und Mitglied des Kuratoriums der Deutschen Forschungsgemeinschaft (DFG). Er ist zudem Mitglied der Gesellschaft Deutscher Naturforscher und Ärzte (GDNÄ), seit 2000 stellvertretender Vorsitzender der „Humboldt-Universitäts-Gesellschaft“, Verein der Freunde, der Ehemaligen und Förderer e. V., seit 2001 Mitglied des Kuratoriums  der Humboldt-Universität zu Berlin. Günter Stock war Vorsitzender des Kuratoriums des Deutschen Instituts für Wirtschaftsforschung (DIW) Berlin und Mitglied von acatech – Konvent für Technikwissenschaften der Union der deutschen Akademien der Wissenschaften. Er war Mitglied des Aufsichtsrates der Central European University in Budapest und ist Ordentliches Mitglied der Europäischen Akademie der Wissenschaften und Künste und war Vorstandsvorsitzender des Freundeskreises des Japanisch-Deutschen Zentrums Berlin. 2006 wurde er Mitglied der Berliner Wissenschaftlichen Gesellschaft, Mitglied im Aufsichtsrat der Charité, Mitglied des Kuratorium des Zentrums für Zeithistorische Forschung (ZZF) Potsdam. 2007–2015 war er Mitglied im Kuratorium Deutscher Studienpreis der Körber-Stiftung. Er ist seit 2007 Mitglied der Academia Europaea. Darüber hinaus ist Günter Stock Mitglied weiterer Aufsichtsräte, Kuratorien, wissenschaftlicher Institutionen und Mitglied des Stiftungsrates der Schering Stiftung. Stock war laut einem Artikel des Berliner Tagesspiegels von 2008 zum damaligen Zeitpunkt in über 60 wissenschaftspolitischen Positionen und Gremien aktiv, eine Ämterfülle, die teils bewundernd, teils auch kritisch kommentiert wurde.

## Ehrungen und Auszeichnungen
1999 erhielt Günter Stock die Ehrendoktorwürde der Ludwig-Maximilians-Universität München, 2014 die der Universität „Dimitrie Cantemir“ Bukarest.
2003 wurde Stock mit dem Arthur-Burkhardt-Preis geehrt. Für sein „herausragendes persönliches Engagement in der Wissenschafts- und Forschungspolitik“ wurde Günter Stock 2006 mit dem Verdienstkreuz Erster Klasse des Verdienstordens der Bundesrepublik Deutschland ausgezeichnet.
2007 wurde er in Anerkennung und Würdigung seiner hervorragenden Verdienste um die Stadt Berlin vom Regierenden Bürgermeister von Berlin, Klaus Wowereit, mit dem Verdienstorden des Landes Berlin geehrt. 2012 wurde Stock mit dem Großen Verdienstkreuz des Verdienstordens der Bundesrepublik Deutschland ausgezeichnet. 2016 erhielt er den Verdienstorden des Landes Brandenburg.

## Ausgewählte Publikationen
- N. E. Andén, G. Stock: Effect of clozapine on the turnover of dopamine in the courpus striatum and in the limbic system. J. Pharm. Pharmacol. 24, 1973, S. 346–348.
- G. Stock, V. Sturm, H. P. Schmitt, K. H. Schlör: The influence of chronic deep-brain stimulation on excitability and morphology of the stimulated tissue. In: Acta Neurochirurgica 47. 1979, S. 123–129.
- G. Stock, H. Stumpf und K. H. Schlör: Die Bedeutung mesenzephaler, dienzephaler und limbischer Areale für die zentrale Kreislaufregulation. Therapiewoche 29 (1979), S. 45
- G. Stock: Sozialphysiologie II. In: H. Schaefer (Hg.): Umwelt und Gesundheit – Aspekte einer sozialen Medizin. Funk-Kolleg Umwelt und Gesundheit, Bd. 1. Fischer Taschenbuch Verlag, 1982, S. 87–117.
- G. Stock, P. Kummer, A. Steiger, H. Stumpf: Mögliche Bedeutung des Dopamin für den REM-Schlaf. In: Beckmann, Helmut und Thieme, Georg (Hg.): Biologische Psychiatrie. Verlag Stuttgart-New York 1982, S. 336–342.
- G. Stock: Der Markt des Lebens – Die Bedeutung der Lebenswissenschaft für die Wirtschaft, Sonderdruck Kongreßband des XI. Europäischen Kongresses für Theologie 15.-19. September 2002 in Zürich. Gütersloher Verlagshaus, 2002, S. 80–95.
- G. Stock: Kreativität – Quelle und Motor für Wissenschaft und Wohlstand?. In: Gerhart von Graevenitz, Jürgen Mittelstraß (Hg.): Kreativität ohne Fesseln. Über das Neue in Wissenschaft, Wirtschaft und Kultur, Konstanzer Wissenschaftsforum. Bd. 1, UVK Universitätsverlag Konstanz, Konstanz 2008, S. 91–106.
- G. Stock, S. Sydow: Personalisierte Medizin. In: Bundesgesundheitsblatt, Springer Verlag, Berlin-Heidelberg 2013

### Mitherausgeberschaften
- R. J. Gryglewski, G. Stock: Prostacyclin and its stable analogue Iloprost. Springer Verlag, Berlin-Heidelberg 1987.
- Günter Stock, Ursula Habenicht: Schering Foundation Workshop, Bd. 2–28. Springer Verlag, Berlin-Heidelberg.
- Günter Stock, Monika Lessl: Schering Foundation Workshop. Bd. 29–. 1991, Springer Verlag, Berlin-Heidelberg.
- Jürgen Mittelstrass, Günther Stock: Chemie und Geisteswissenschaften. Akademie Verlag, Berlin 1992.
- J. A. Dormandy, Günter Stock: Critical Leg Ischaemia: Its Pathophysiology and Management. Springer Verlag, Berlin-Heidelberg.

## Festschrift
- Monika Lessl, Jürgen Mittelstraß (Hrsg.): Von der Wahrnehmung zur Erkenntnis = From perception to understanding / Symposium der Schering Forschungsgesellschaft zu Ehren von Prof. Dr. Dr. h.c. Günter Stock, Februar 2004, Berlin; Heidelberg: Springer 2005, ISBN 978-3-540-24060-0.